# Rumpler 6B
Pour l’article homonyme, voir Rumpler.

Le Rumpler 6B est un hydravion biplan à flotteurs  chasseur  monomoteur allemand, conçu et construit par Rumpler Flugzeugwerke, à Berlin Johannisthal en 1916.

## Design et développement
Né d'une exigence de la Kaiserliche Marine (marine impériale) pour un chasseur hydravion , le Rumpler 6B était, comme ses contemporains l'Albatros W.4 et le Hansa-Brandenburg W.9, une adaptation d'un design d'avion terrestre existant. Dans le cas de Rumpler, le nouveau chasseur  hydravion était basé sur l'avion de reconnaissance CI à deux places. Les modifications comprenaient l'ajout d'un décalage vers l'avant aux ailes, la suppression du deuxième cockpit (de l'observateur) et l'installation d'un gouvernail plus grand.pour compenser l'augmentation de la surface latérale causée par l'ajout de flotteurs. Dans l'avion de production, la surface des surfaces horizontales de queue a également été légèrement réduite. L'armement se composait d'une mitrailleuse fixe LMG 08/15 "Spandau" de 7,92 mm à tir vers l'avant montée sur le côté bâbord du bloc moteur.
La version initiale du chasseur était le 6B1. Au total, 39 ont été produits, tous sauf un ont été livrés à la fin du mois de mai 1917. Une nouvelle version de la conception de base, le 6B2, a été introduite en octobre 1917. Ces avions ont conservé le moteur Mercedes D. III , sinon, ils étaient basés sur le C.IV, avec des dimensions plus grandes et des surfaces de queue horizontales plus arrondies. Malgré la baisse des performances, 49 exemplaires de ce type furent livrés entre octobre 1917 et janvier 1918, période pendant laquelle les 6B1 restants quittèrent également l'usine.

## Historique opérationnel
Les Rumpler 6B étaient principalement employés dans les bases d'hydravions allemandes d'Ostende et de Zeebrugge . Certains ont également été envoyés dans la région de la mer Noire pour combattre les Russes .

### Utilisation en Bulgarie
Les deux chasseurs  6B1 stationnés à la base aéronavale allemande de Peynerdjik près de Varna sur la mer Noire ont été transférés en juin 1918 à la marine bulgare. Ils ont été utilisés après la guerre dans des opérations de déminage. En 1920, ils ont été détruits conformément aux clauses du traité de paix.

### Utilisation en Finlande
En février 1918, l' armée blanche finlandaise a commandé un Rumpler et sept autres avions à l'Allemagne. L'avion a été détruit dans un accident en octobre 1919. Un autre avion Rumpler a été acheté aux Allemands à Tallinn en 1918 et il a été utilisé pendant sept ans.

## Survivants
Le musée de l'aviation de Hallinport (en) possède un avion

## Opérateurs
Empire austro-hongrois
- Marine austro-hongroise

 Bulgarie
- Marine bulgare

 Finlande
- Finnish Air Force

 Empire allemand
- Kaiserliche Marine

 Pays-Bas
- Royal Netherlands Navy

### Aéronefs comparables
- Albatros W.4
- Hansa-Brandenburg KDW